# Sarcophila nawara
Sarcophila nawara är en tvåvingeart som beskrevs av Andy Z. Lehrer 2003. Sarcophila nawara ingår i släktet Sarcophila och familjen köttflugor.
Artens utbredningsområde är Israel. Inga underarter finns listade i Catalogue of Life.